# ロブスター、角笛杯、グラスのある静物
『ロブスター、角笛杯、グラスのある静物』（ロブスター、つのぶえはい、グラスのあるせいぶつ、蘭: Stilleven met kreeft, drinkhoorn en glazen、英: Still Life with lobster, Drinking Horn and Glasses）は、17世紀オランダ絵画黄金時代の画家ウィレム・カルフが1653年にキャンバス上に油彩で制作した静物画である。静物画は、17世紀のオランダで最も人気のある風俗画の1つであり、本作は「贅沢さの記念碑」と呼ばれてきた。画中に見られる角笛は1565年のものである。作品は、1978年にR.S.ニューウォール (R.S. Newall) からロンドン・ナショナル・ギャラリーに遺贈された。

## 背景
カルフが最初に関心を持った画題は、みすぼらしい農家の納屋の内部や粗末な台所用具のある静物で、そうした作品は画家がパリに滞在していた1640年ころから1646年に描かれていた。しかし、アムステルダムに移転して、良家の洗練された若い女性と結婚すると、画家はオランダ語で「プロンク・スティルレーフェン」(誇示または華美の静物) と呼ばれる豪華な静物画を描くようになる。これらの作品は、フランドル美術の影響を受けており、銀器、中国磁器、東洋の絨毯、繊細なグラスといった豪華な工芸品や異国の食品を取り上げている。そうした品々は、オランダの豊かさや海運国としての勢力、その流通機構の優秀さを印象付けたに違いない。

## 作品

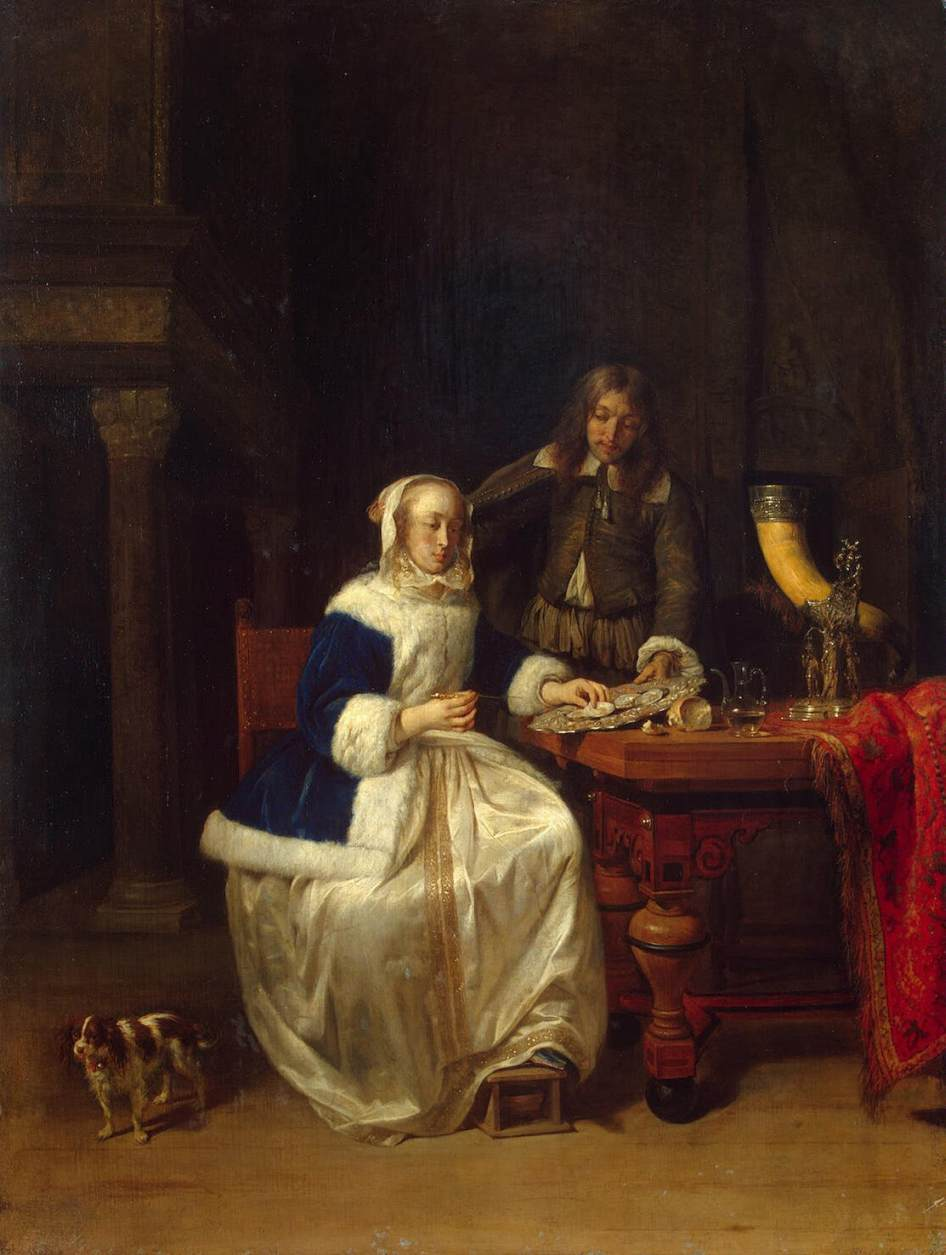
ハブリエル・メツー『朝食』 (1660年ごろ)、エルミタージュ美術館、サンクトペテルブルク

前述のように、画中に描かれている品々は裕福な生活を反映している。ロブスターは贅沢な料理であり、レモンは稀で高価であった。繊細なグラス、東洋の絨毯、銀器も同様である。
画中にある銀の装飾を施したバッファローの角は、アムステルダムの市民自警団の1つ「聖セバスティアヌス射手組合」のものであった。銀細工師の技量が冴える、この見事な作品は1565年に制作され、現在、アムステルダム博物館 (Amsterdam Museum) に収められている。この角笛杯は、カルフの他の作品やハブリエル・メツーの『朝食』 (エルミタージュ美術館、サンクトペテルブルク) など他の画家の作品にも登場している。角笛杯を支えている台座には、弓を受けた聖セバスティアヌスの殉教場面が描かれている。また、テーブルの脚の部分は、愛の矢で有名な古代ローマの神クピドに象られている。
本作は、豪華な品々が溢れんばかりに積み上げられているフランドルの静物画とは対照的である。厳粛で荘重な美しさを持つカルフの円熟期の作品同様、わずかなものだけが示され、節度をもって並べられている。暗い背景に、絵具がたっぷりと大胆に用いられ、大きな形体が立体的に描かれ、表面の質感が捉えられている。緋色のロブスター、冴えた黄色と白のレモン (ロブスターが反射している部分はピンク色に染まっている) など、この上なく鮮やかで、明るい色彩による強いアクセントが前景を活気づけている。